# Noël Dejonckheere
Noël Dejonckheere (Lendelede, 23 de abril de 1955-Izegem, 29 de diciembre de 2022) fue un deportista belga que compitió en ciclismo en las modalidades de pista y ruta.
Ganó una medalla de oro en el Campeonato Mundial de Ciclismo en Pista de 1978, en la carrera por puntos.
En carretera su mayor éxito fue la victoria en seis etapas de la Vuelta a España (dos en 1979, una en 1983 y tres en 1984).

## Medallero internacional
| Campeonato Mundial | Campeonato Mundial | Campeonato Mundial | Campeonato Mundial |
| Año                | Lugar              | Medalla            | Competición        |
| ------------------ | ------------------ | ------------------ | ------------------ |
| 1978               | Múnich (RFA)       | Medalla de oro     | Puntuación (A)     |

## Palmarés
| - 1979 - 2 etapas en la Vuelta a España - 1 etapa en el Tour del Mediterráneo - 1 etapa en la Vuelta a Alemania - 5 etapas en la Vuelta a la Región de Valencia - 1980 - 1 etapa en la París-Niza - 2 etapas en la Vuelta a Andalucía - 2 etapas en la Vuelta a las Tres Provincias - 1 etapa en el Tour del Mediterráneo - 1981 - 2 etapas en la Vuelta a las Tres Provincias - Trofeo Luis Puig - 1982 - 1 etapa en la Vuelta a Alemania - 1983 - 1 etapa en la Vuelta a España - 2 etapas en la Vuelta a Andalucía - Trofeo Luis Puig - 2 etapas de la Vuelta a Castilla | - 1984 - 3 etapas en la Vuelta a España - 1 etapa en la París-Niza - 1 etapa en la Vuelta a Andalucía - Trofeo Luis Puig - 1 etapa en la Vuelta a Valencia - Tour de Limburgo - 1985 - 1 etapa en la Vuelta a Galicia - Trofeo Masferrer - 1987 - 1 etapa en la Vuelta a Andalucía - 2 etapas en la Vuelta a Murcia - 1988 - 1 etapa en la Vuelta a Andalucía |